# Effi Biedrzynski
Effi Biedrzynski (Schweina, 5 avril 1910 - Stuttgart, 8 décembre 2004) est une directrice littéraire et journaliste d'opinion allemande. Elle est également une spécialiste de Goethe.

## Récompenses et distinctions
- 1995 : Médaille d'or Goethe
- 1996 : Ordre du Mérite de Bade-Wurtemberg